# Убийство Джона Леннона (фильм)
«Убийство Джона Леннона» (англ. The Killing Of John Lennon) — биографическая драма 2006 года. Повествует об убийстве Джона Леннона.

## Сюжет
Фильм начинается с надписи: «Все события основаны на реальных событиях, все фразы Чепмена взяты с его реальных слов».
Марк Чепмен дежурит у дома Джона Леннона, чтобы получить автограф. Он получает подпись (это фото запечатлено одним из поклонников Леннона и стало его последним фото), после чего музыкант уезжает. Марк разговаривает с человеком, сделавшим фотографию. Он уходит, спросив Чепмена, почему не уходит он, на что он отвечает: «Я хочу взять автограф Йоко».
Леннон возвращается. Он проходит на крыльцо. Чепмен кричит ему в след «Эй, мистер Леннон!» после чего, тут же достаёт пистолет и стреляет пять раз. Джон падает. Йоко плачет. Приезжают врачи и полицейские. Чепмена отводят в полицейский участок и допрашивают. Он оказывается вполне адекватным женатым человеком. Тем временем по телевизорам всего мира проходит сообщение о смерти Джона Леннона. Мир погружён в траур.

## В ролях
| Актёр          | Роль              |
| -------------- | ----------------- |
| Джонас Болл    | Марк Дэвид Чепмен |
| Криша Фэрчайлд | мать Чепмена      |
| Гейл Кэй Белл  | психиатр          |
| Мие Омори      | Глория Чепмен     |
| Ричард Шермэн  | Джон Леннон       |

## Реакция
На агрегаторе рецензий «Rotten Tomatoes» фильм имеет рейтинг одобрения 39 % на основе 36 рецензий со средней оценкой 5,01/10. В своих обзорах критики указывали на вполне достойную игру Джонаса Болла, но отмечали надуманность многих сюжетных линий. На «Metacritic» фильм получил средневзвешенную оценку 49 из 100, основанную на 10 рецензиях критиков, что указывает на «смешанные или средние отзывы».